# Prix Seymour-Cray
Le prix Seymour Cray (en anglais Seymour Cray Computer Engineering Award ou Seymour Cray Award) est une distinction honorifique attribuée annuellement par la IEEE Computer Society, en reconnaissance de contributions significatives et innovantes dans le domaine du calcul haute performance. Le prix veut honorer des scientifiques qui ont « montré une créativité similaire à celle de Seymour Cray », le fondateur de l'entreprise Cray et un des pionniers du calcul haute performance. Le lauréat reçoit un insigne commémoratif en cristal, une attestation, et un honoraire de 10 000 dollars.
Le prix fait partie de la série des quatorze « Technical Awards » décernés par la IEEE parmi lesquels il y a aussi le prix Eckert-Mauchly.
Il existe également un prix Seymour Cray décerné par le CNRS.

## Récipiendaires
- 1999 : John Cocke[3]
- 2000 : Glen J. Culler (en)[4],[5]
- 2001 : John L. Hennessy[6],[7]
- 2002 : Monty Denneau (en)[8]
- 2003 : Burton J. Smith (en)[9],[10]
- 2004 : William J. Dally (en)[11]
- 2005 : Steven L. Scott (en)[12]
- 2006 : Tadashi Watanabe (en)[13]
- 2007 : Ken Batcher[14]
- 2008 : Steve Wallach (en)[15]
- 2009 : Kenichi Miura (en)[16]
- 2010 : Alan Gara (en)[17]
- 2011 : Charles L. Seitz (en)[18]
- 2012 : Peter M. Kogge (en)[19]
- 2013 : Marc Snir[20],[21]
- 2014 : Gordon Bell[22]
- 2015 : Mateo Valero (en)[23]
- 2016 : William Camp
- 2018 : David E. Shaw (en)
- 2019 : David B. Kirk (en)
- 2022 : Satoshi Matsuoka (en)